# Kleurenwaaier

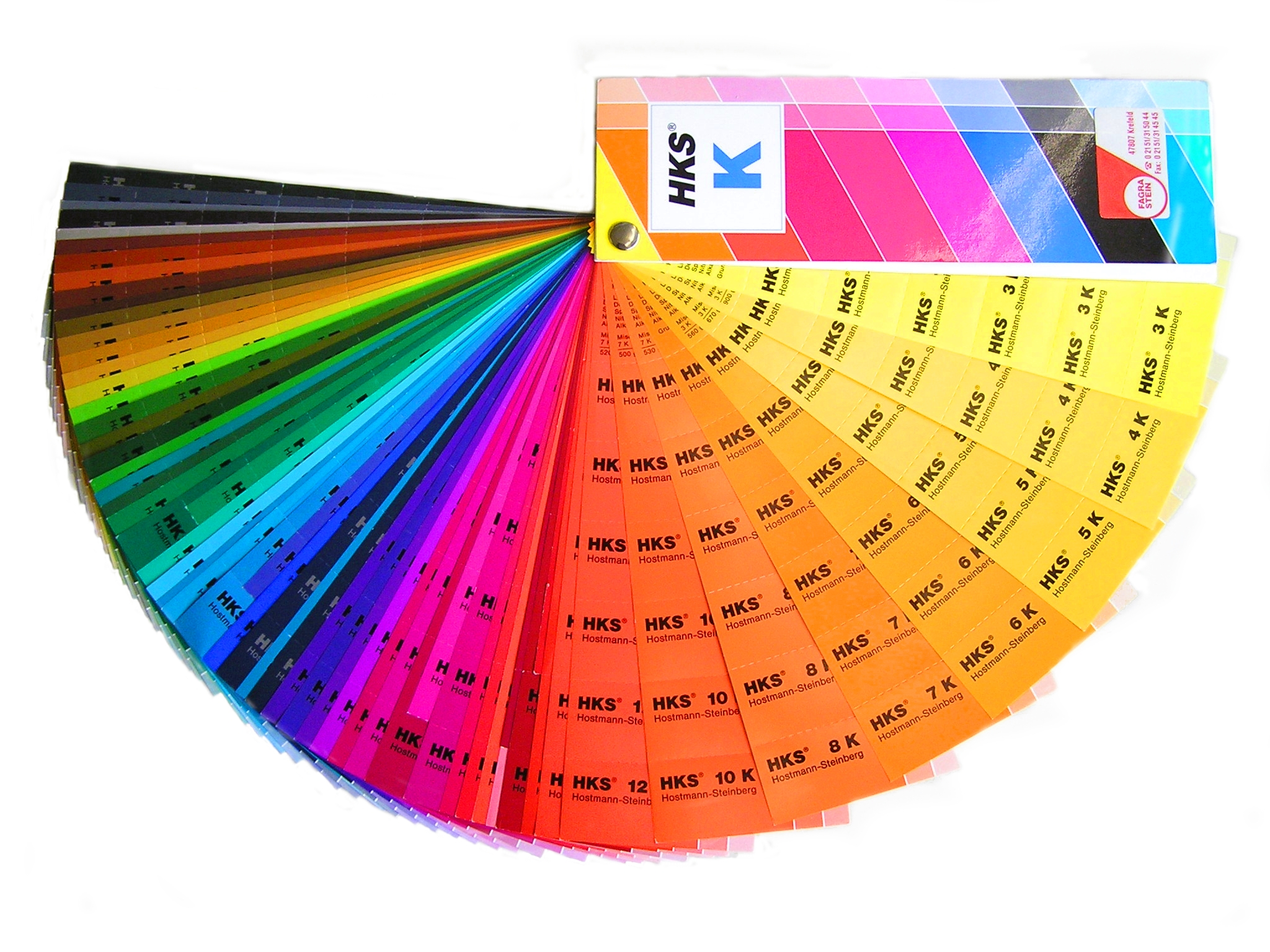
Kleurenwaaier volgens het HKS-systeem

Een kleurenwaaier is een waaiervormig, uitvouwbaar boekje van kleurstalen, waarvan de bekendste de RAL-kleurenwaaier is. Kleurenwaaiers worden onder meer gebruikt bij het vaststellen van kleuren in de architectuur en grafische techniek.